# Илија Шаула
Илија Шаула (Карловац, 4. децембар 1963) српски је књижевник, оснивач и председник Књижевне радионице „Кордун”. Пише поезију и прозу, које су до сада преведене на италијански, енглески, шпански, пољски и албански језик.

## Биографија
Детињство је провео на Кордуну, у селу Дуги Дол, основно образовање стекао у Крњаку, а средње у Карловцу. Са огњишта га је 1995. године отерала „Олуја”, те данас живи у граду Вест Честер, држава Пенсилванија, САД. Поезију је почео да пише као средњошколац, а неговао кроз чланство у карловачком Књижевном клубу „25 октобар” скоро од оснивања. Захваљујући клупским активностима, наступао је на песничким сусретима широм Југославије. Његов таленат запазиле су песничке величине оног доба, попут Десанке Максимовић, Танасија Младеновића, Весне Перун и Ђакома Скотија. Скоти му је чак помогао да уреди своју прву збирку „На згаришту самоће” 1989. Марта 1990. је био део оснивачке скупштине и потом члан главног одбора СКД „Сава Мркаљ" у Топуском.
Аутор је осам књига поезије и прозе, међу којима је и један роман. Нарочиту пажњу јавности у Србији привукао је промислима о животу – кратком прозом „Булевар светлости” и бајковито-филозофском приповешћу – романом „Мидар". Члан је Удружења Књижевника Србије и Српско-канадског удружења писаца „Десанка Максимовић” из Торонта. Осим књижевношћу, бави се и кулинарством и грађевинарством.
Од 13. јануара 2022, редован је члан Матице српске.

## Књижевна радионица „Кордун”
Илија Шаула је Књижевну радионицу „Кордун” (скраћено КРК) основао са књижевником Данилом Марићем 2009. године у Вест Честеру. Кроз њу публикује, помаже публиковање и промовише дела балканске уметности и културе у Америци и Европи сарађујући са ауторима, издавачким кућама, удружењима и институцијама широм света. КРК је познат као покровитељ литерарних првенаца талентованих појединаца. Међу онима чије је књиге КРК објавио и/или објављивање подржао су и: Бранкица Дамјановић, Милица Јефтимијевић Лилић, Владислав Радујковић, Зорица Аћимовић, Ратка Богдан Дамњановић, Бранка Зенг, Горан Јањић, Стефан Лазаревић и други.

## Награде и признања
Добитник је награде „Растко Петровић” за 2019. годину, коју додељује Матица исељеника и Срба у региону, за роман „Мидар”.